# Liste ehemaliger Gemeinden in der Präfektur Nagano
Diese Liste führt alle ehemaligen Gemeinden in der japanischen Präfektur (-ken) Nagano seit der Modernisierung der Kommunalordnungen 1888/89 (shisei, chōsonsei) auf.